# Dicranomyia (Dicranomyia) catamarcana
Dicranomyia (Dicranomyia) catamarcana is een tweevleugelige uit de familie steltmuggen (Limoniidae). De soort komt voor in het Neotropisch gebied.